# Flos apidanus
Flos apidanus är en fjärilsart som beskrevs av Pieter Cramer 1779. Flos apidanus ingår i släktet Flos och familjen juvelvingar. Inga underarter finns listade i Catalogue of Life.

## Bildgalleri

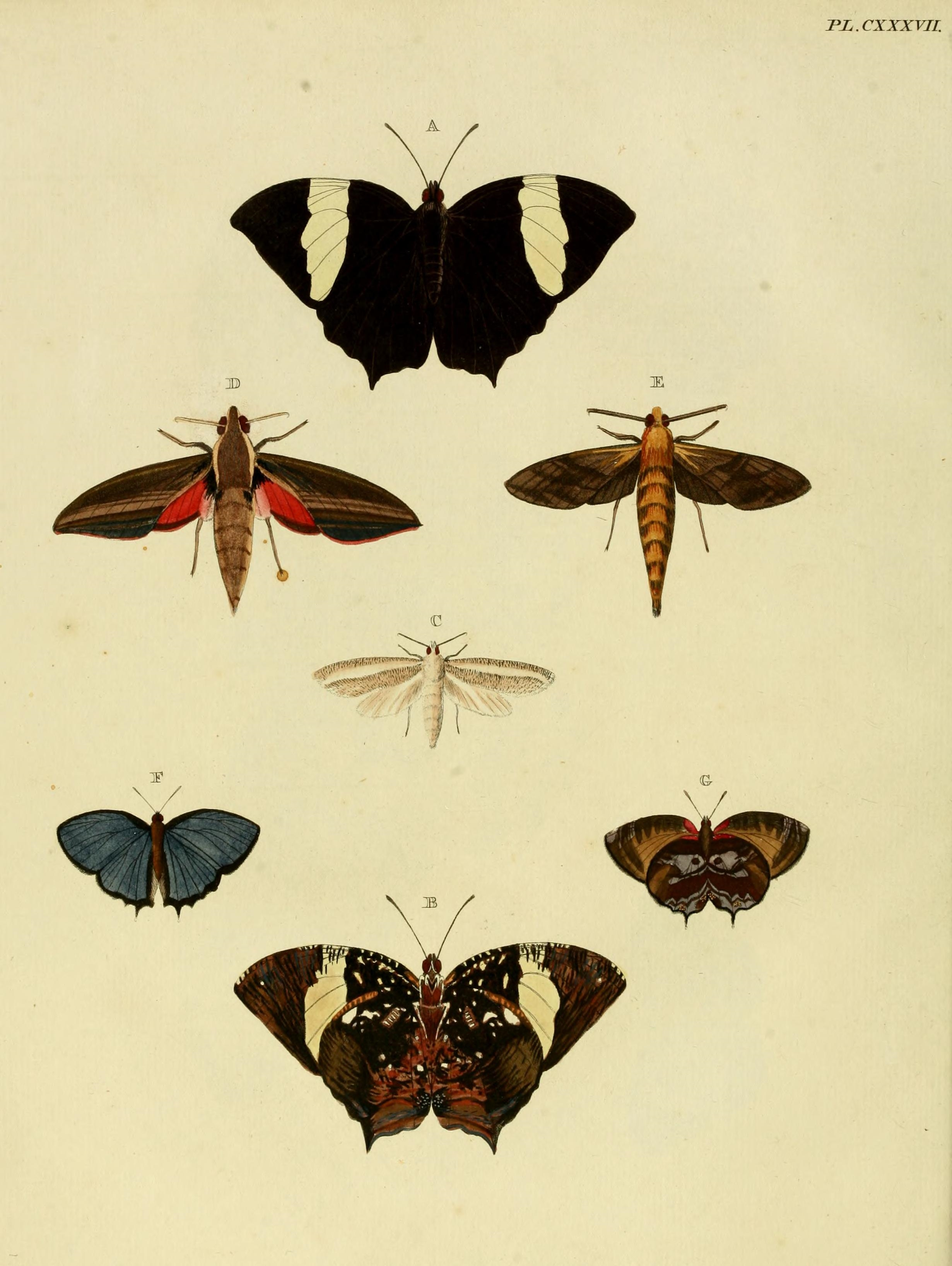
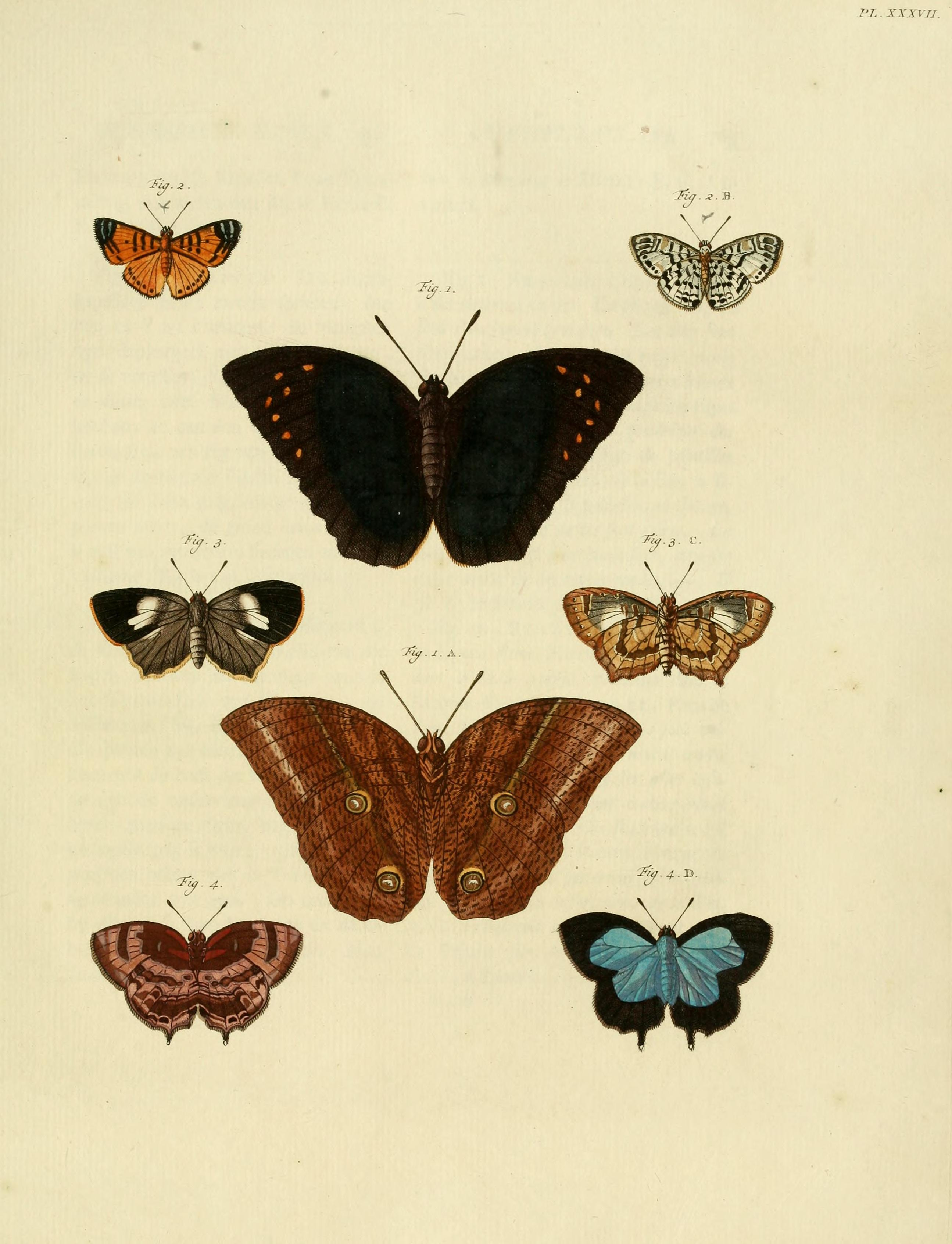
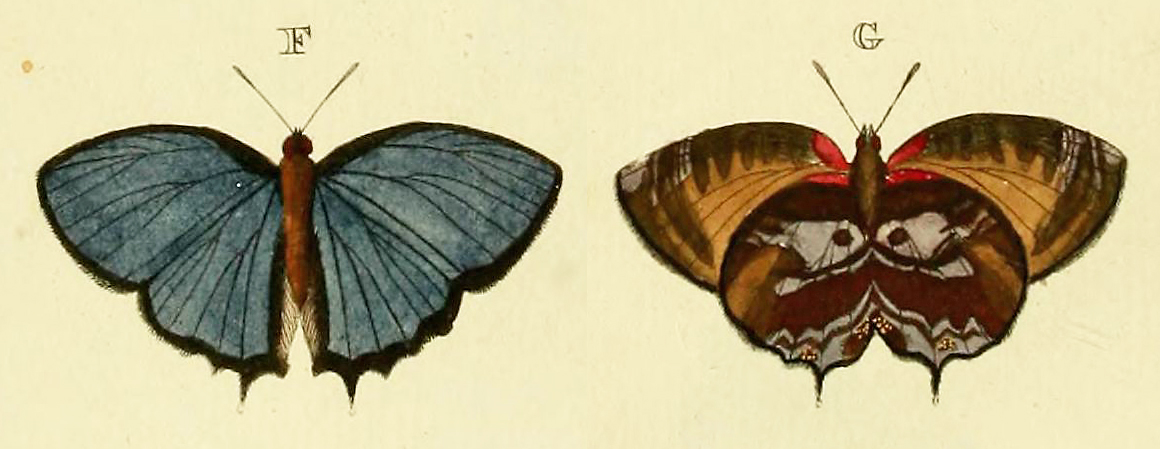